# Тревор Аріза

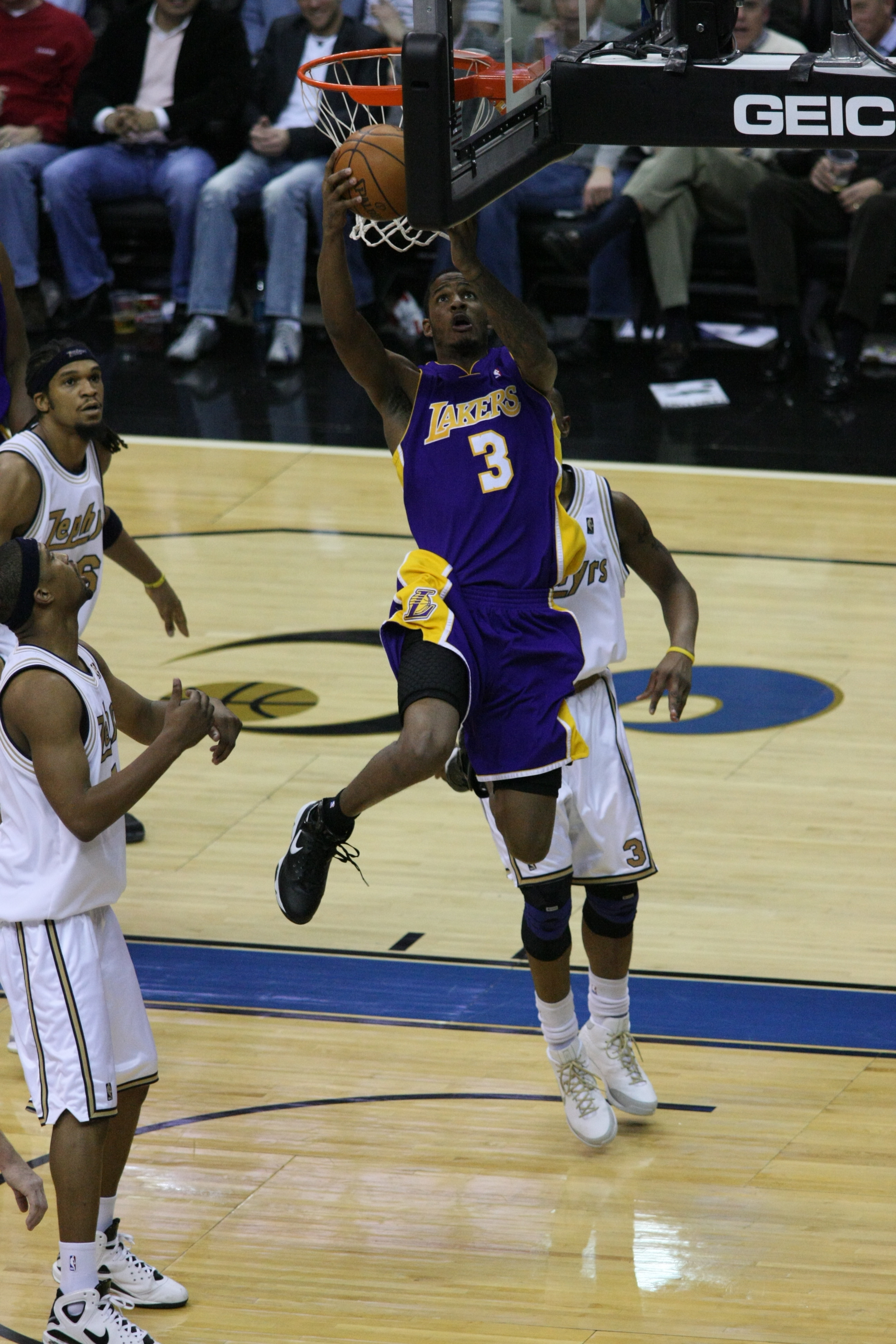
Тревор Аріза

Тревор Аріза (англ. Trevor Ariza; *30 червня 1985) — американський професійний баскетболіст. Позиція — легкий форвард. 

## Кар'єра в НБА
Вибраний на драфті 2004 під 43 загальним номером клубом «Нью-Йорк Нікс». За неповні два сезони, проведені у цьому клубі, взяв участь у 116 іграх, 22 рази з'являвся у стартовій п'ятірці. У дебютному сезоні Аріза взяв участь у 80 іграх, і став другим наймолодшим гравцем в історії клубу, який досягнув цього рубежу.
У лютому 2006 року Аріза був обміняний у «Орландо Меджик». Саме у складі «Меджик» Аріза вперше зіграв у плей-оф.
У листопаді 2007 року Аріза був обміняний у «Лос-Анджелес Лейкерс». У складі «Лейкерс» у сезоні 2008-09 він виходив на майданчик у всіх 82 іграх регулярної першості. У цьому сезоні Аріза став чемпіоном НБА. Із 23 ігор плей-оф, у котрих він взяв участь у сезоні 2008-09, у всіх 23 Тревор входив до стартової п'ятірки. 
3 липня 2009 Аріза перейшов у «Х'юстон Рокетс». 31 жовтня 2009, у грі проти «Портленд Трейл-Блейзерс», котра завершилась з рахунком 111—107 на користь «Рокетс», Аріза встановив особистий рекорд результативності в іграх НБА — 33 очки за гру. 14 квітня 2010, у останній грі сезону, Тревор записав у свій актив перший у кар'єрі трипл-дабл (за гру він набрав 26 очок, 10 підбирань та 10 результативних передач). У новому клубі Аріза покращив свої результати  — за підсумками сезону 2009-10 він набирав у середньому 14.8 очок за гру, що перевищувало результат попереднього сезону на 5 очок.
11 серпня 2010 Аріза був обміняний у «Нью-Орлінс Горнетс».
20 червня 2012 Тревор Аріза та Емека Окафор перейшли з «Горнетс» у «Візардс».

### Статистика кар'єри в НБА

#### Регулярний сезон
| Сезон    | Команда              | GP  | GS  | MPG  | FG%  | 3P%  | FT%  | RPG | APG | SPG | BPG | PPG  |
| -------- | -------------------- | --- | --- | ---- | ---- | ---- | ---- | --- | --- | --- | --- | ---- |
| 2004–05  | Нью-Йорк Нікс        | 80  | 12  | 17.3 | .442 | .231 | .695 | 3.0 | 1.1 | .9  | .2  | 5.9  |
| 2005–06  | Нью-Йорк Нікс        | 36  | 10  | 19.7 | .418 | .333 | .545 | 3.8 | 1.3 | 1.2 | .3  | 4.6  |
| 2005–06  | Орландо Меджик       | 21  | 0   | 13.8 | .400 | .000 | .700 | 3.9 | .7  | .7  | .1  | 4.7  |
| 2006–07  | Орландо Меджик       | 57  | 7   | 22.4 | .539 | .000 | .620 | 4.4 | 1.1 | 1.0 | .3  | 8.9  |
| 2007–08  | Орландо Меджик       | 11  | 0   | 10.5 | .452 | .000 | .533 | 2.2 | .7  | .5  | .3  | 3.3  |
| 2007–08  | Лос-Анджелес Лейкерс | 24  | 3   | 18.0 | .524 | .333 | .683 | 3.5 | 1.5 | 1.1 | .3  | 6.5  |
| 2008–09† | Лос-Анджелес Лейкерс | 82  | 20  | 24.4 | .460 | .319 | .710 | 4.3 | 1.8 | 1.7 | .3  | 8.9  |
| 2009–10  | Х'юстон Рокетс       | 72  | 71  | 36.5 | .394 | .334 | .649 | 5.6 | 3.8 | 1.8 | .6  | 14.9 |
| 2010–11  | Нью-Орлінс Горнетс   | 75  | 75  | 34.7 | .398 | .303 | .701 | 5.4 | 2.2 | 1.6 | .4  | 11.0 |
| 2011–12  | Нью-Орлінс Горнетс   | 41  | 41  | 32.9 | .417 | .333 | .775 | 5.2 | 3.3 | 1.7 | .6  | 10.8 |
| 2012–13  | Вашингтон Візардс    | 56  | 15  | 26.3 | .417 | .364 | .821 | 4.8 | 2.0 | 1.3 | .4  | 9.5  |
| 2013–14  | Вашингтон Візардс    | 77  | 77  | 35.4 | .456 | .407 | .772 | 6.2 | 2.5 | 1.6 | .3  | 14.4 |
| 2014–15  | Х'юстон Рокетс       | 82  | 82  | 35.7 | .402 | .350 | .853 | 5.6 | 2.5 | 1.9 | .3  | 12.8 |
| 2015–16  | Х'юстон Рокетс       | 81  | 81  | 35.3 | .416 | .371 | .783 | 4.5 | 2.3 | 2.0 | .3  | 12.7 |
| Кар'єра  | Кар'єра              | 795 | 494 | 28.6 | .427 | .352 | .716 | 4.7 | 2.1 | 1.5 | .3  | 10.3 |

#### Плей-оф
| Сезон   | Команда              | GP | GS | MPG  | FG%  | 3P%  | FT%  | RPG | APG | SPG | BPG | PPG  |
| ------- | -------------------- | -- | -- | ---- | ---- | ---- | ---- | --- | --- | --- | --- | ---- |
| 2007    | Орландо Меджик       | 4  | 0  | 11.8 | .313 | .000 | .250 | 2.3 | 1.3 | .2  | 0   | 2.8  |
| 2008    | Лос-Анджелес Лейкерс | 8  | 0  | 5.6  | .583 | .250 | .500 | 1.4 | .1  | .1  | .1  | 2.1  |
| 2009†   | Лос-Анджелес Лейкерс | 23 | 23 | 31.4 | .497 | .476 | .563 | 4.2 | 2.3 | 1.6 | .4  | 11.3 |
| 2011    | Нью-Орлінс Горнетс   | 6  | 6  | 40.2 | .412 | .333 | .727 | 6.5 | 3.3 | 1.3 | .5  | 15.5 |
| 2014    | Вашингтон Візардс    | 11 | 11 | 37.0 | .481 | .446 | .778 | 8.9 | 1.7 | 1.5 | .4  | 13.6 |
| 2015    | Х'юстон Рокетс       | 17 | 17 | 38.5 | .426 | .375 | .905 | 6.4 | 2.6 | 1.8 | .1  | 13.2 |
| 2016    | Х'юстон Рокетс       | 5  | 5  | 36.2 | .255 | .143 | .750 | 4.2 | .8  | 2.6 | .2  | 6.6  |
| Кар'єра | Кар'єра              | 74 | 62 | 31.1 | .441 | .391 | .701 | 5.2 | 2.0 | 1.4 | .3  | 10.6 |